# Нурми, Пааво
Па́аво Йо́ханнес Ну́рми (фин. Paavo Johannes Nurmi; 13 июня 1897[…], Або — 2 октября 1973[…], Хельсинки) — финский бегун на средние и длинные дистанции, девятикратный олимпийский чемпион, обладатель наибольшего количества олимпийских медалей (12) в истории лёгкой атлетики. Спортивное прозвище — «Летучий финн».

## Спортивная биография

### Детство и начало спортивной карьеры
Родился в 1897 году в Турку, портовом городе на юго-западе Финляндии. Был вторым ребёнком в бедной семье мелкого фермера и позднее столяра Йохана Фредерика и Матильды Вильгельмины Лайне. Дисциплину Нурми проявил ещё ребёнком, наблюдая за подготовкой членов местного легкоатлетического клуба. В возрасте девяти лет, на местной ярмарке, Нурми выиграл гонку между одноклассниками на 1500 метров. Через год, когда он показывает 5 мин 43 сек, многие наблюдатели уже отмечают его волю и выносливость. В 1910 году юный Пааво вынужден приостановить свою страсть к спорту из-за преждевременной смерти отца в возрасте 49 лет. 13-летний чемпион школы, старший в семье, он бросил школу и стал работником прядильной фабрики.
Нурми изначально не знал о своих способностях. Успех Ханнеса Колехмайнена на летних Олимпийских играх 1912 года в Стокгольме был источником вдохновения для целого поколения молодых финских спортсменов. Юный Нурми 31 мая 1914 года в возрасте шестнадцати лет участвовал в своём первом официальном матче в Турку. Забег юниоров на 3000 метров он выиграл с результатом 10.06,9.

### Первые успехи
Лицензиат «Turun Urheiluliitto», легкоатлетического клуба в Турку, которому он оставался верен всю свою карьеру, он решил начать строгую и интенсивную подготовку, основанную на трехразовых тренировках. В 1919 году на армейских соревнованиях он выиграл забег на 15 км за 59.24 с отрывом в полчаса от своих конкурентов. Получив специальное разрешение от своего начальства, Нурми теперь тренируется на досуге в своём полку. Ему удалось постепенно приблизиться к национальным рекордам на 5000 м — 15.31 и 32.56 на 10 000 м. В 1920 году, после службы в армии Пааво поступил в промышленное училище в Хельсинки. Он проучился три года и получил диплом инженера в области математики. Незадолго до Олимпиады в Антверпене он поставил свой первый рекорд Финляндии (8.36,2 на 3000 м).

### Результаты в 1914—1919
| Год  | 2000 м        | 3000 м  | 5000 м  | 10 000 м |
| ---- | ------------- | ------- | ------- | -------- |
| 1914 |               | 10.06,5 |         |          |
| 1915 | 6.06,8        | 9.30    | 15.50,7 |          |
| 1916 | 5.55          |         | 15.52,8 |          |
| 1917 |               |         | 15.47,5 |          |
| 1918 | 4.29 (1500 м) |         | 15.50,7 |          |
| 1919 |               | 8.58,1  | 15.31,5 | 32.56    |

### Олимпийские игры в Антверпене (1920)
На спортивной арене Нурми впервые появился в 1920 году на Летних Олимпийских играх в Антверпене. Первый вид своей олимпийской программы, забег на 5000 м, он проиграл, по неопытности позволив французу Жозефу Гийемо обойти себя на финишной прямой. Этот 20-летний ветеран, который только что оправился от отравления газом во время войны, спуртовал на последнем круге так, что даже непреодолимый Нурми не смог достойно ответить. Однако через три дня Нурми получил возможность возместить потерянное на дистанции 10 000 м. И хотя первым со старта ушёл шотландец Джеймс Уилсон, за два круга до финиша Нурми вышел вперёд. Гийемо ненадолго обогнал его на последнем круге, но Нурми опередил его на финише. За этим на играх 1920 года последовали ещё два золота — в личном и командном кроссе на 8000 м.
Успех в Антверпене «провёл» в жилище Нурми электричество и водопровод.

### 1921—1923 годы
В течение 1921—1924 годов Нурми превысил 24 мировых рекорда на дистанциях от 1500 м до 20 км. После Игр Нурми переехал в Хельсинки и начал подготовку к побитию мировых рекордов. В это время Пааво Нурми доминировал на всех длинных дистанциях. Он сумел остаться непобежденным между 1921 и 1925 на дистанциях от 1500 метров до 10 000 м. Первая попытка 20 июня 1921, 5000 метров в Стокгольме, но плохие условия помешали ему. Два дня спустя 22 июня 1921 года в Стокгольме, он улучшает мировой рекорд на 10 000 м Жана Буэна, показав 30.40,2. В этом же забеге по ходу на шести милях было 29.41,2, также лучше мирового рекорда, но время не было ратифицировано. В 1922 Нурми вернулся к охоте на рекорды. Во-первых, он улучшил 4 сентября мировой рекорд 1912 года Ханнеса Колехмайнена на 2000 метров, показав 5.26,3. Затем следуют рекорды на 5000 м (14.35,4) и 3 км в том же 1922 году. В конце 1923 года финн стал первым спортсменом, держащим мировые рекорды на трёх главных дистанциях: миля, 5000 м и 10 000 м. В следующем году он добавляет к ним 1500 м за 3.52,6.

### Олимпийские игры в Париже (1924)

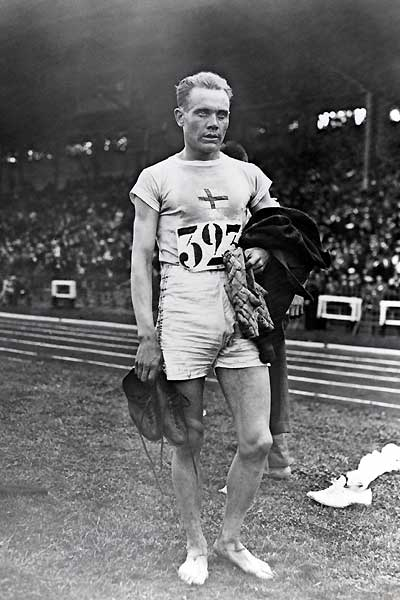

Выступление Нурми в Париже весной 1924 года оказалось под угрозой из-за травмы колена.
Выздоровев, он возобновил двухразовые тренировки. Помимо длинной прогулки и утренних упражнений, по утрам он несколько раз пробегал от 80 до 400 м. Потом он преодолевал милю, всегда выходя из пяти минут. И только после этого завтракал. 19 июня в парке Элайнтярхя (Elaintärhä) на будущем (с 1938) Олимпийском стадионе в Хельсинки Нурми улучшил два мировых рекорда с интервалом 45 минут. Сперва 3.52,6 на 1500 м, затем 14.28,2 на 5 000 м. Это было хорошей репетицией олимпийской программы.
В забеге на дистанции 1500 м Нурми пробежал начальные 500 м быстрее, чем пробежит их Джим Райан в 1967 году. Затем Нурми в спринтерском темпе обеспечил себе отрыв в сорок метров, а после сохранил его и финишировал на полуторакилометровке с олимпийским рекордом 3.53,6.
Всего лишь через час Нурми занял своё место на старте забега на 5000 м рядом со своим соотечественником Вилле Ритолой, одержавшим победу в беге на 10 000 м четырьмя днями раньше. Нурми, задетый тем, что финское спортивное руководство поставило в беге на 10 000 м не его, а Ритолу, решил «бежать за себя, а не за Финляндию» и доказать всему миру, что является лучшим стайером Олимпиады. Соперники с самого старта задали невероятную скорость. Однако Нурми, бежавший ровным и механическим шагом, выдержал темп, возглавив забег с половины дистанции. На последних восьми кругах он держался в нескольких ярдах впереди остальных. Наконец, Нурми, в последний раз сверившись с секундомером и бросив его на траву, помчался к финишной ленточке, на которую накатил с олимпийским рекордом 14.31,2.
После этого Пааво выиграл ещё три золотые медали на Играх 1924 года — личный кросс, командный кросс и командный бег на 3000 м. Во время кросса в Париже было +45 (+38 в тени). Трасса была проложена недалеко от свалки кухонных отбросов. Из 38 участников финишировало 15, 8 человек покинули трассу на носилках. Лидировавший в начале бега, Виде присоединился к черневшим вдоль трассы «павшим» в жаркой битве при Коломбо. Ошибочно было сообщено, что он умер в госпитале. Нурми вновь был первым, с лёгкой улыбкой; вторым, через полторы минуты, финишировал Ритола. Третьим финишером оказался финн Хейкки Лииматайнен, который ошибся на финише, слишком рано закончив дистанцию. С трудом осознав свою ошибку, он вернулся на трассу и закончил её двенадцатым, обеспечив первое место сборной Финляндии .
Зрелище произвело тяжёлое впечатление на присутствовавших. После этого кросс был исключён из программы Игр.
На следующий день, когда большая часть участников кросса находилась в больнице, Нурми одержал победу в командном беге на 3000 м.

### Гастроли в США (1925)

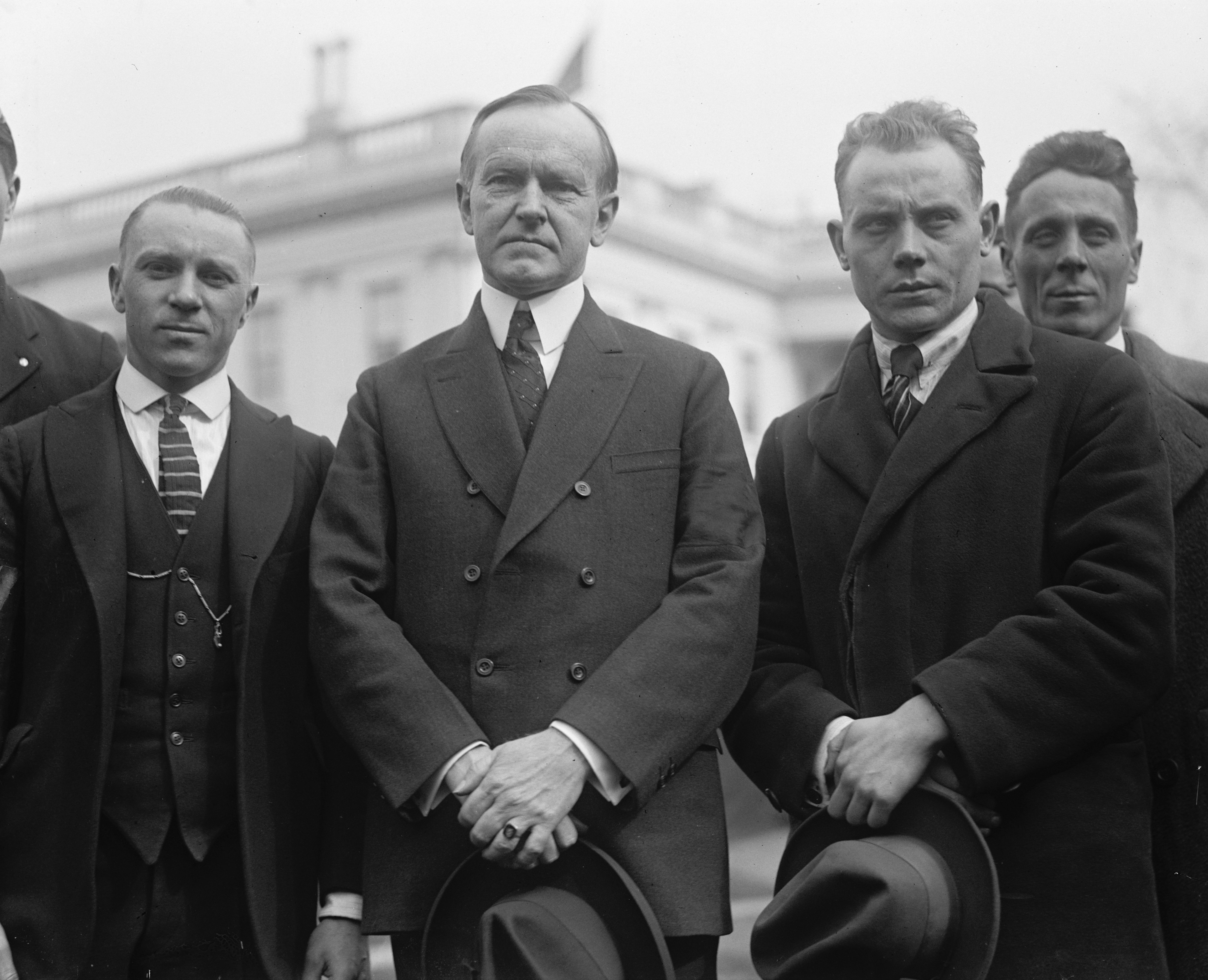
Джой Рей, слева, и Пааво Нурми, справа, во время встречи с президентом США Калвином Кулиджем в Белом доме 21 февраля 1925 года

Тур Нурми по США начался в конце 1924 года и продлился пять месяцев. Из 55 стартов он проиграл только два. Первый забег состоялся в крытом спортивном комплексе Медисон-сквер-гарден 6 января 1925 года. Нурми выиграл в ту ночь милю со временем 4.13,6 км и 5000 м (14.44,6). Оба раза были улучшены старые рекорды и побеждены уже знакомые по Олимпиаде соперники. Джой Рей занял второе место на миле и Вилле Ритола на 5000 метров.
За пять месяцев, проехав 50 000 км по всей территории Соединённых Штатов, он днём выступает в школах, университетах или военных казармах, и соревнуется вечером, большей частью на крытом треке, и на расстояния в метрах или ярдах. Соревнования, предложенные промоутерами Нурми, иногда необычные. Он бежал против эстафеты, состоящей из членов индейского племени. 17 апреля был забег с гандикапом. Через пять месяцев Пааво Нурми насчитывает 51 победу в 55 стартах (45 в помещении), один сход и два поражения в гандикапе, 12 новых мировых достижений на традиционных и множество на редких дистанциях. Только после всего этого против Нурми — обладателя мирового рекорда, выставляют сильнейшего милевика США Алана Хелфрича. В этом последнем старте 26 мая 1925 года на 880 ярдов в Нью-Йорке Нурми потерпел поражение. «Уступил из уважения», заявил он репортёрам, но это была шутка — Нурми никогда никому не уступал.
Американцы влюбились в человека, у которого был «самый низкий пульс, но самая высокая такса», и дали ему прозвище Фантом. Тур был экономически выгоден не только для Нурми, но также и для его родной страны, потому что общий вид того, как работает Нурми, убедил власти США предоставить Финляндии кредит в 400 миллионов DM.

### Возвращение в Европу

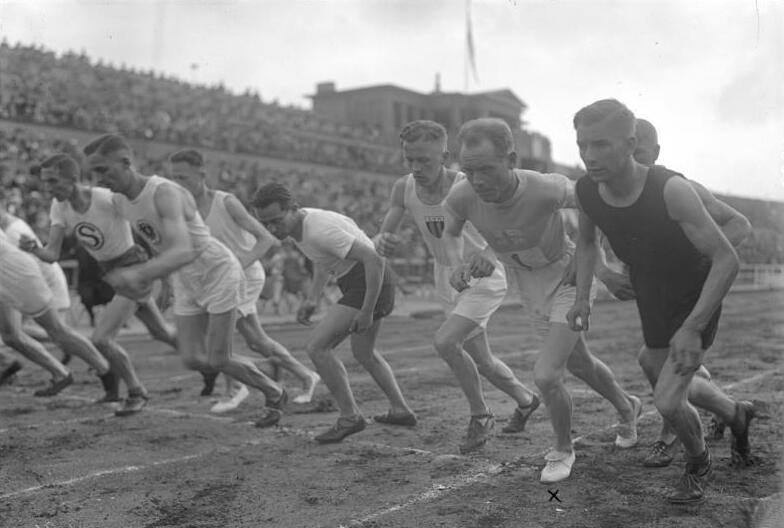
Нурми (номер 1), на старте забега на 3000 м в Берлине в 1926 году

Вернувшись в Европу, Пааво Нурми участвует в различных соревнованиях, но его господство на олимпийских дистанциях исчезает. Несмотря на свои успехи в забегах на 1500, 5000 и 10 000 метров, он не сможет улучшить свой собственный мировой рекорд и его победы становятся менее убедительными.

### Олимпийские игры в Амстердаме (1928)
На Олимпиаде 1928 года в Амстердаме Нурми завоевал ещё одну золотую медаль и две серебряные, выиграв дистанцию 10 000 м.
На отборочных соревнованиях Нурми остался третьим на 1 500 метров за будущими олимпийскими чемпионом Харри Ларва и бронзовым призёром Эйно Пурье. После этого он решил сконцентрироваться на длинных дистанциях. Исключённый из программы Игр кросс он заменил стипльчезом. Эту дистанцию он бегал дважды, последний раз в 1922 две мили на чемпионате Англии в помещении.
На 10 000 м ему удаётся удерживать отрыв от своего земляка Вилле Ритола и финишировать со временем 30.18,8. Без всякой демонстрации радости, не обращая внимания на старания его соперника, он исчезает со сцены сразу после финиша. Ритола получает реванш несколько дней спустя, сопротивляясь финишному ускорению Нурми на 5000 метров. Швед Эдвин Виде остается третьим. После забега Пааво Нурми сидел на траве несколько минут, жалуясь на боль в бедре и выражая в первый раз усталость. Третий акт финского поединка состоялся на 3000 м с препятствиями. Ритола победил без борьбы из-за раннего падения Нурми, однако, тот значительно опережает других финнов в финале. Тем не менее он выиграл свою третью олимпийскую медаль на этих играх. Осенью 1928 года Нурми заявляет о намерении положить конец своей спортивной карьере в этом сезоне: «Это мой последний сезон на дорожке. Я старею».

### 1929—1932 годы
В 1929 году вместе с Виде Нурми участвовал в коммерческом туре по США (Ритола к этому времени стал профессионалом). После возвращения он установил в Лондоне новый мировой рекорд, пробежав 20 км за 1:04.38. Вернув себе форму, он снова утверждает, что желает сосредоточить внимание на подготовке к марафону на Олимпийских играх 1932, дисциплине, которую выиграл в 1920 году кумир его детства Ханнес Колехмайнен.

### Отстранение
В Стокгольмском матче Финляндия—Швеция 1931 года на дистанции 800 метров произошла драка между бегунами. На заключительном банкете новый президент ФЛАФи и будущий президент Финляндии Урхо Кекконен объявил, что Финляндия не будет больше участвовать в этих матчах. Это заявление увеличило усилия Зигфрида Эдстрёма, шведского президента ИААФ и вице-президента МОК, объявить Нурми профессионалом, и, таким образом, отстранить его от участия в Олимпийских Играх.
Нурми обвиняли в получении больших призовых денег за мировой рекорд на 20 000 метров в 1931 году и больших компенсациях транспортных расходов на соревнованиях в Германии (Гданьске).

#### Обвинение в профессионализме (1932)
В апреле 1932 Нурми был отстранен от международных соревнований. Он продолжал готовиться. 26 июня на отборочных соревнованиях в Выборге он пробежал короткий марафон (40,2 км) без питья с неофициальным рекордом мира 2:22. После этого его заявили на две дистанции — 10 000 метров и марафон. Но за два дня до старта марафона решением Международного олимпийского комитета Пааво Нурми был отстранён от участия в Олимпийских играх, проходивших в Лос-Анджелесе, так как был доказан факт зарабатывания им денег с помощью бега и он был признан профессионалом.

### Дальнейшая спортивная карьера
Нурми не стал профессионалом. Хотя на международные старты доступ ему был закрыт, он продолжал выступать на домашних соревнованиях. Чемпион Финляндии в 1933 году на 1500 м, он закончил свою спортивную карьеру 16 сентября 1934 года в Выборге.

«Его выступление, конечно, было показательным. Начал он очень хорошо, но на второй половине дистанции, видно, очень устал. Годы дали себя знать, и даже такой железный организм не мог сопротивляться наступающей старости. Нурми бежал 10 000 м и показал результат 31.39,2. Для него это было слабовато.»— Януш Кусочинский
За несколько недель до этого решением Конгресса ИААФ двенадцатью голосами против пяти его дисквалификация стала пожизненной. Летом 1935 года он встретился в Париже на дистанции 5000 метров с дисквалифицированным в том же 1932 году по схожей причине Жюлем Лядумегом.
Нурми вернулся на олимпийскую арену в 1952 году на Олимпиаде в Хельсинки, где ему поручили зажечь олимпийский огонь. Олимпийский факел ему передал другой известный финский спортсмен — Ханнес Колехмайнен.

### Достижения

#### Олимпийские игры
Нурми завоевал больше всех олимпийских медалей по лёгкой атлетике — 12. Как и Лариса Латынина, Марк Спитц и Карл Льюис, с девятью золотыми олимпийскими медалями (пять в Париже), он уступает только Майклу Фелпсу с его двадцатью тремя. Поэтому он считается величайшим легкоатлетом всех времен.
| Дистанция / Игры            | Антверпен 1920  | Париж 1924        | Амстердам 1928     |
| 1500 метров                 |                 | Золото 3.53,6 OR* |                    |
| 3000 метров (командный бег) |                 | Золото 8 очков    |                    |
| 3000 м с препятствиями      |                 |                   | Серебро 9.31,6     |
| 5000 метров                 | Серебро 15.00,0 | Золото 14.31,2    | Серебро 14.40,0    |
| 10 000 метров               | Золото 31.45,8  |                   | Золото 30.18,8 OR* |
| кросс                       | Золото 27.15,0  | Золото 32.54,8    |                    |
| кросс (командный зачёт)     | Золото 10 пт    | Золото 11 пт      |                    |

*OR : олимпийский рекорд

#### Рекорды
«Летучий финн» установил 22 официальных и 13 неофициальных рекордов мира. Только в конце XX века прыгун с шестом Сергей Бубка установил 35 мировых рекордов (17 для открытых стадионов и 18 в залах), превзойдя это достижение.
| Дистанция   | Результат  | Город     | Дата       |
| ----------- | ---------- | --------- | ---------- |
| 1500 м      | 3.52,6     | Хельсинки | 1924       |
| 1 миля      | 4.10,4     | Стокгольм | 1923       |
| 2000 м      | 5.26,4     | Тампере   | 04.09.1922 |
| 2000 м      | 5.24,6     | Куопио    | 1927       |
| 3000 м      | 8.28,6     | Турку     | 1922       |
| 3000 м      | 8.25,4     | Берлин    | 1926       |
| 3000 м      | 8.20,4     | Стокгольм | 1926       |
| 2 мили      | 8.59,6     | Хельсинки | 24.6.1931  |
| 3 мили      | 14.11,2    | Стокгольм | 1923       |
| 5 000 м     | 14.35,4    | Стокгольм | 1922       |
| 5000 м      | 14.28,2    | Хельсинки | 1924       |
| 4 мили      | 19.15,4    | Выборг    | 1924       |
| 5 миль      | 24.06,2    | Выборг    | 1924       |
| 6 миль      | 29.36,4    | Лондон    | 1930       |
| 10 000 м    | 30.40,2    | Стокгольм | 22.6.1921  |
| 10 000 м    | 30.06,2    | Куопио    | 1924       |
| 15 000 м    | 46.49,6    | Берлин    | 1928       |
| 10 миль     | 50.15,0    | Берлин    | 1928       |
| 20 000 м    | 1:04.38,4  | Стокгольм | 3.9.1930   |
| Часовой бег | <19 210 м> | Берлин    | 10.7.1928  |
| 4×1500 м    | 16.26,2    | Стокгольм | 1926       |
| 4×1500 м    | 16.11,4    | Выборг    | 1926       |

| Дистанция | Результат | Город     | Дата      |
| --------- | --------- | --------- | --------- |
| 6 миль    | 29.41,2   | Стокгольм | 22.6.1921 |
| 10 000 м  | 29.50     | Париж     | 1924      |

##### Другие рекорды
Пааво Нурми участвовал в 300 соревнованиях, из которых проиграл после 1919 года лишь 15.
Нурми удерживал мировые рекорды на 5000 и 10 000 м 2849 дней. Этот дубль повторил только в марте 2012 г. Кенениса Бекеле.

### Подготовка
Ещё во время активной спортивной карьеры Нурми сложилось общее мнение тренеров о том, что даже в Финляндии существовали более одарённые бегуны, чем Пааво. Только благодаря упорному труду и целеустремлённости он стал олимпийским чемпионом. Он был беспощадным по отношению к себе, но и быстро учился, читал спортивную литературу, проверял различные методики тренировок и испытывал своё тело под нагрузкой. Одним из его известных приёмов удлинять шаг было бежать позади поезда, держась рукой за задний вагон. (Ныне этот участок в Турку разобран, раньше поезд снижал скорость на подъёме на протяжении 2 км.) На пике формы в 1924 году тренировки Нурми с апреля по сентябрь были трёхразовыми: с утра прогулка десять километров с перебежками, затем умывание и гимнастика; днём бег на 5 км, следуя секундомеру; и вечером пробежка 4-7 км. Нурми предпочитал бег по пересеченной местности и сложные трассы с подъёмами. Стиль Нурми с удлинённым шагом требовал дополнительных сил, усиленной работы рук и ровного ритма дыхания. Всё это вырабатывалось на тренировках, стиль выглядел со стороны красивым и летящим, но на бегущих позади действовал подавляюще. Будучи среднего роста, Нурми ничем особо не выделялся от других спортсменов, у него был нормальный для стайера пульс (в покое 45 ударов в минуту), несмотря на родившуюся в Америке поговорку «низкий пульс — высокая такса».

## После спортивной карьеры
Ещё в конце спортивной карьеры Пааво Нурми начал вкладывать призовые в бизнес. Получивший образование в области конструирования, он ознакомился с деятельностью биржи, читая Financial Times и слушая лекции по экономике. Он был бережливый, но это не препятствовало ему рисковать в сделках. Параллельно с торговлей ценными бумагами он строит 40 домов в Хельсинки. Как строитель он был такой же педант, как и спортсмен, и часто ходил смотреть стройплощадку. Он делал упор на качество стройматериалов. Нурми основал в 1936 компанию Asusteliike Paavo Nurmi Oy и был её исполнительным директором до 1973 года.
Публично Нурми пробежит ещё раз в 1952 году, на открытии Олимпийских игр, когда он получит честь внести олимпийский огонь на стадион. Без трения с международным олимпийским комитетом тут не обошлось, поскольку Нурми по-прежнему считал своё зачисление в профессионалы 20 лет назад несправедливостью. После спортивной карьеры Нурми ещё хуже стал относиться к СМИ — говорят, он согласился на интервью каналу ЮЛЕ на своё 70-летие лишь потому, что брал интервью сам президент Урхо Кекконен. Недоступность Нурми для прессы не мешает «жёлтым» журналистам приписывать ему разные абсурдные высказывания и даже «признания» в применении допинга.
Пааво Нурми часто приводится как пример честного спортсмена, никогда не употреблявшего допинг.

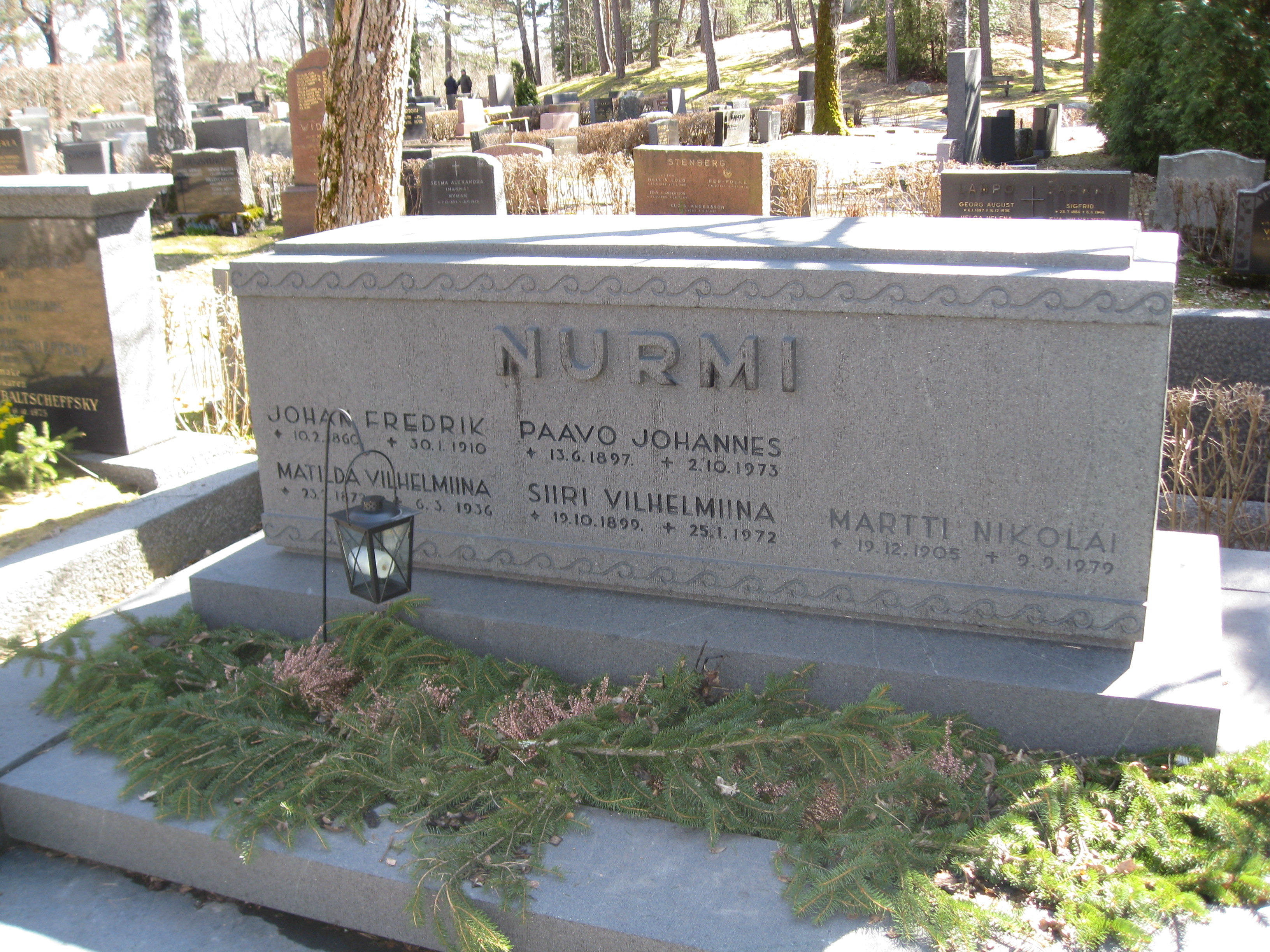
Надгробие семьи Пааво Нурми на кладбище Турку

## Личная жизнь
Нурми недолго (1932—1935) был женат на Сильвии Лааксонен. В 1932 году родился сын Матти. Для следующего поколения Пааво Нурми остался мифическим персонажем, говорили, что по-настоящему он открыт только в беге. У него было мало друзей и ещё меньше тех, кому он верил. Даже сын признал, что не знает по-настоящему отца. Пааво Нурми не одобрял спортивные занятия сына и считал, что тот никогда не станет хорошим бегуном. Матти всё же в 1950-х годах бегал средние дистанции на национальном уровне.
11 июля 1957 года Матти в знаменитом забеге в Турку, когда «три Олави» (Салсола, Салонен и Вуорисало) побили рекорд мира в беге на 1500 метров, был на далеком 9 месте с личным рекордом, уступающим рекорду отца 2,2 секунды.
Лучший результат Матти Нурми на 3000 метров равнялся рекорду отца, 800 метров он пробегал быстрее (1.53).

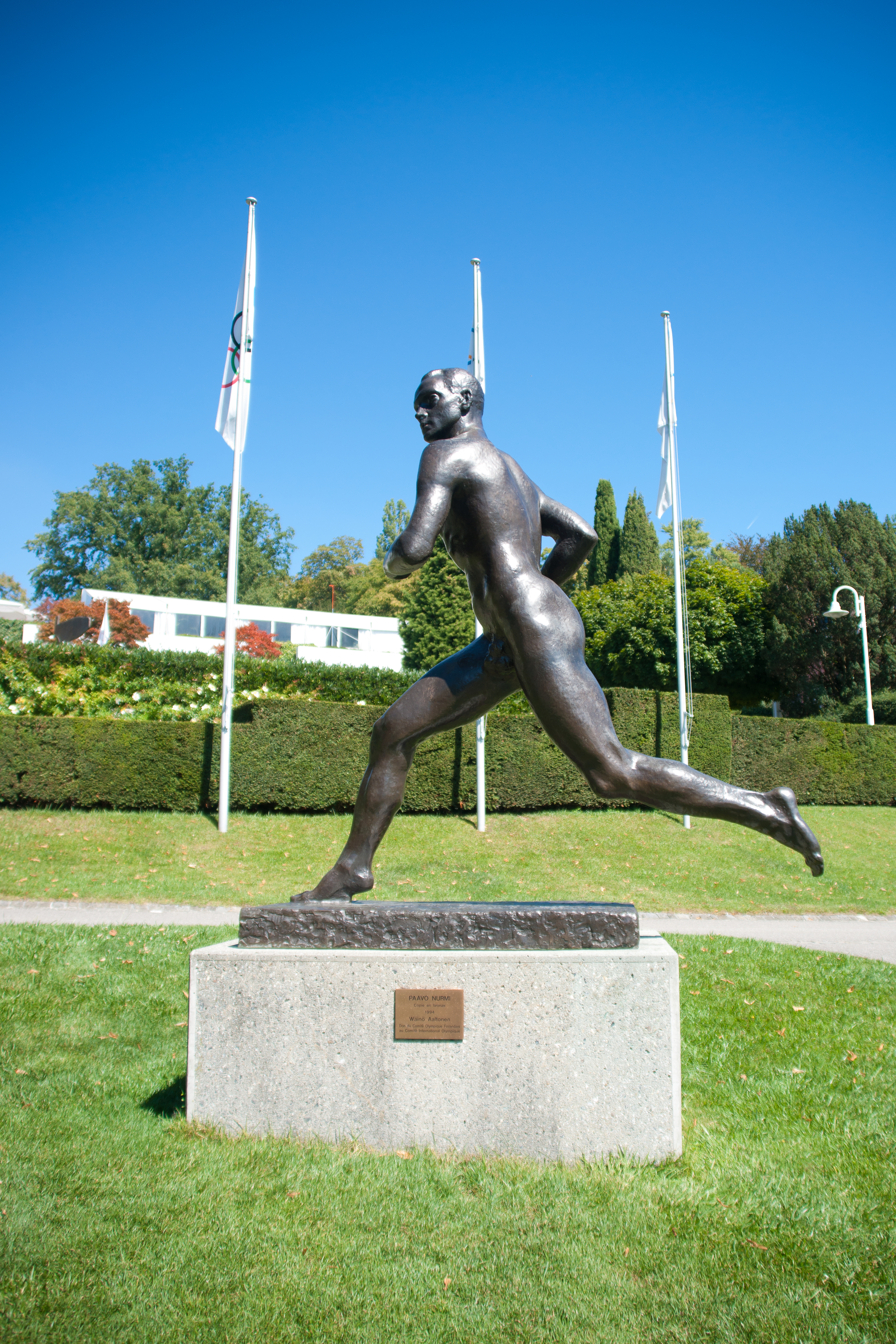
Скульптура Пааво Нурми в парке Олимпийского музея в Лозанне. Скульптор Вайнё Аалтонен

Пааво Нурми был вегетарианцем с 12 лет, Тойво Кайла пишет в своей книге, что вегетарианство продолжалось лишь до 18 лет. «Жизнь была трудна, и мы ели только зелёные овощи» — писал позднее с юмором Нурми.
Нурми писал о спорте, тексты опубликовывали спортивные общества Турку и Финляндии, а также Associated Press, чьи рассказы разошлись по всему миру. Эркки Веттенниеми собрал записи Пааво Нурми в антологию. Любимыми писателями бегуна были Ф. Э. Силланпяя и Лев Толстой.

### Последние годы
Нурми перенес инфаркт миокарда в конце 1950-х, однако он продолжает своё дело до нового приступа в 1967 году, после которого он был парализован на одну сторону. В это время он назвал спорт пустой тратой времени в сравнении с наукой и искусством. Он основал научно-исследовательский центр сердечно-сосудистых заболеваний своего имени в 1968 году.
Умер 2 октября 1973 года в Хельсинки, абсолютно слепой и почти немой после долгой болезни. Похоронен в семейной могиле в Турку.

## Память

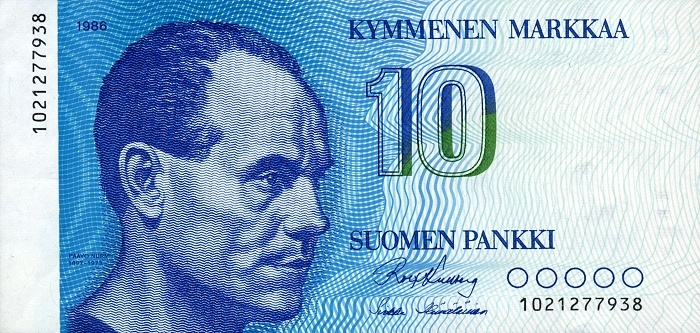
Пааво Нурми на банкноте

- Нурми изображён на банкноте в 10 финляндских марок 1986 года выпуска.
- 25 марта 1969 года почта Монголии выпустила серию почтовых марок (№ 520—527 + почтовый блок № 120). На марке № 520 номиналом 5 мунгу изображён Пааво Нурми на дистанции.
- Стадион спортивного парка в Турку назван в 1997 году стадионом Пааво Нурми.
- Ежегодные марафоны Пааво Нурми в Турку[англ.] (с 1992), в округе Айрон в штате Висконсин[англ.] (США, с 1969) и спортивные игры Paavo Nurmi Games[англ.] (Турку, с 1957) названы в его честь.
- Журнал Тайм в 1997 году назвал Пааво Нурми спортсменом столетия.
- Исполненные Вайнё Аалтоненом бронзовые фигуры в его честь находятся в музее Атенеум (1925), перед Олимпийским стадионом Хельсинки (1952), копия в Турку (1955), в парке Олимпийского музея в Лозанне (1994), в парке кампуса университета в Ювяскюля (2001).
- В честь спортсмена назван астероид (1740) Пааво Нурми[англ.][33].
- Избран в Зал славы ИААФ в 2012 году.
- В 2024 году на 100 летие олимпийских игр в Париже, монетным двором Франции было выпущено 4 монеты с изображением спортсмена: медная номиналом 1/4 евро, и золотые 10, 50 и 200 евро.